# Solok Selatan

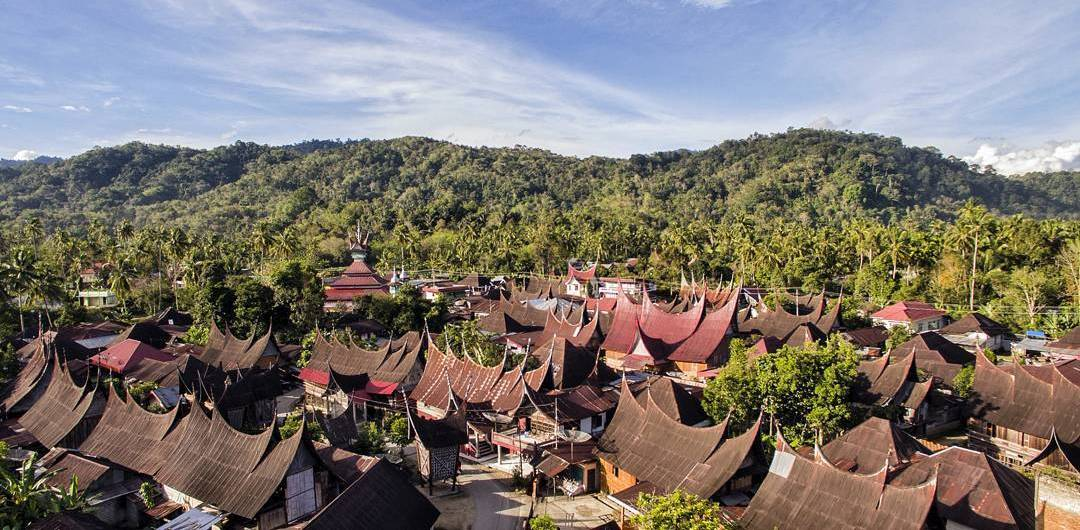
Die Touristenattraktion von Seribu Rumah Gadang

Solok Selatan (deutsch Süd-Solok) ist ein indonesischer Regierungsbezirk (Kabupaten) in der indonesischen Provinz Sumatra Barat. Zum Jahresende 2023 leben hier auf 3.282,14 Quadratkilometern 182.573 Menschen: 89.978 Frauen (49,28 %) und 92.595 Männer (50,72 %). Rechnerisch kamen also 102,91 Männer auf 100 Frauen. Der Verwaltungssitz des Kabupaten Solok Selatan ist Padang Aro, ein Jorong im Nagari (Dorf) Lubuk Gadang im Kecamatan Sangir.

## Geographie
Solok Selatan liegt im Süden der Provinz Westsumatra und grenzt im Süden an die Provinz Jambi (Kabupaten Kerinci). Im Nordwesten grenzt es an den „Mutterbezirk“ Solok, von dem es 2003 abgespalten wurde. Weitere Grenzen sind im Westen der Bezirk Pesisir Selatan sowie Dharmasraya, das die längste Grenze bildet, vom Norden bis zum Südosten. In der kartografischen Form gleicht der Kabupaten Solok Selatan einem Abbild der Insel Island. Der Bezirk wird von 19 Flüssen durchströmt. Bis in die Provinzhauptstadt Padang beträgt die Entfernung 153 Straßenkilometer, nach Solok 148, nach Pariaman 207 und nach Bukittinggi 224 Kilometer.
Der Bezirk erstreckt sich zwischen den Koordinaten 1° 17′ 13″ und 1° 46′ 45″ s. Br. sowie zwischen 100° 53′ 24″ und 101° 26′ 27″ ö. L.

## Verwaltungsgliederung
Durch das Regierungsgesetz Nr. 38 wurde im Jahr 2003 der Kabupaten Solok Selatan durch Abtrennung von fünf Kecamatan aus dem Kabupaten Solok gebildet. Vier Jahre später erhöhte sich die Zahl der Distrikte durch die Bildung von Pauh Duo (aus Nagiri des Kec. Sungai Pagu) und Sangir Balai Janggo (aus Nagiri vom Kec. Sangir Jujuan) auf sieben.

Diese sieben Kecamatan werden in 47 Dörfer indonesisch Nagari unterteilt, die wiederum aus 275 Ortschaften indonesisch Jorong bestehen. Im Jahr 2018 hatte sich die Anzahl der Einheiten erhöht, davor waren es 39 Nagari und 269 Jorong. Ende 2023 ist die Anzahl der Nagari wieder auf 39 geschrumpft.

Im Volkszählungsjahr 2020 gab es 43.297 Haushalte mit durchschnittlich 4,20 Personen pro Haushalt.
| Code 1   | Kecamatan Distrikt         | Ibu Kota Verwaltungssitz | Fläche (km²) | Einw. Zensus 2010 2 | Volkszählung 2020 | Volkszählung 2020 | Volkszählung 2020 | Anzahl der Nagari |
| Code 1   | Kecamatan Distrikt         | Ibu Kota Verwaltungssitz | Fläche (km²) | Einw. Zensus 2010 2 | Einw. 3           | 0Dichte 40        | Sex Ratio 5       | Anzahl der Nagari |
| -------- | -------------------------- | ------------------------ | ------------ | ------------------- | ----------------- | ----------------- | ----------------- | ----------------- |
| 13.11.01 | Sangir                     | Lubuk Gadang             | 632,99       | 38.216              | 51.083            | 80,7              | 104,34            | 7                 |
| 13.11.02 | Sungai Pagu                | Muara Labuh              | 596,00       | 28.279              | 32.902            | 55,2              | 99,59             | 11                |
| 13.11.03 | Koto Parik Gadang Diateh00 | Pakan Rabaa              | 524,10       | 22.576              | 28.829            | 55,0              | 103,62            | 8                 |
| 13.11.04 | Sangir Jujuan              | Lubuk Malako             | 278,06       | 11.585              | 14.331            | 51,5              | 105,58            | 5                 |
| 13.11.05 | Sangir Batang Hari         | Abai                     | 280,01       | 13.049              | 16.291            | 58,2              | 105,64            | 7                 |
| 13.11.06 | Pauah Duo                  | Pakan Salasa             | 348,10       | 14.857              | 19.109            | 54,9              | 102,40            | 5                 |
| 13.11.07 | Sangir Balai Janggo        | Sungai Kunyit            | 686,94       | 15.719              | 19.482            | 28,4              | 111,95            | 4                 |
| 13.11    | Kab. Solok Selatan         | Kab. Solok Selatan       | 3.346,20     | 144.281             | 182.027           | 54,4              | 104,14            | 47                |

## Demographie
Im Regierungsbezirk hat sich der Frauenanteil zwischen den beiden Volkszählungen nur leicht verringert, zur letzten Volkszählung 2020 betrug der Frauenanteil 48,99 Prozent (oder 89.168 von 182.087 Einwohnern), zehn Jahre zuvor lag er noch bei 49,70 Prozent (oder 71.713 Frauen von 144.281 Einwohnern).
Die vorherrschende Religion war und ist der Islam. Der Anteil der Christen (2020: 1233 Protestanten, 179 Katholiken) betrug 7,73 Promille. Im Kecamatan Sangir Balai Janggo gab es die meisten Christen (935 von 16.605 ≙ 5,63 %). 2020 gab es 199 Moscheen und 350 kleinere Gebetsräume (indonesisch Mushola).

### Soziale Daten 2020
| Merkmal                                                            | Kabupaten | 0Provinz Sumatra Barat0 |
| ------------------------------------------------------------------ | --------- | ----------------------- |
| Bevölkerung unterhalb der Armutsgrenze (Tsd.)0                     | 12,39     | 344,23                  |
| Anteil der „armen Bevölkerung“ (indonesisch Penduduk miskin) (%)00 | 07,15     | 006,28                  |
| Arbeitslosenrate (%)                                               | 05,62     | 003,03                  |
| Lebenserwartung bei der Geburt (Jahre)                             | 67,81     | 069,47                  |
| HDI-Index                                                          | 69,04     | 072,38                  |
| Analphabetenrate (in %, 15–64 J.)                                  | 00,31     | 000,41                  |
| Abhängigenquotient 1                                               | 45,42     | 048,20                  |
| Anteil der Altersgruppen                                           | Real      | Prozentual              |
| Kinder (<15 J.)                                                    | 047.285   | 025,98                  |
| arbeitsfähige Bevölkerung (15–64 J.)                               | 125.104   | 068,73                  |
| Rentner und Pensionäre (>65 J.)                                    | 009.638   | 005,29                  |

### Aktuelle Bevölkerungsdaten der Bevölkerungsfortschreibung
Nachfolgende Tabelle gibt den Einwohnerstand nach Geschlecht vom Jahresende 2022 und 2023 wieder. Er resultiert aus den Ergebnissen der Fortschreibung durch die örtlichen Zivilregistrierungsbüros (Disdukcapil, indonesisch Dinas Kependudukan dan Pencatatan Sipil) und kann in einer interaktiven Karte abgerufen werden
| Kecamatan                   | 31.12.2022 | 31.12.2022 | 31.12.2022 | Fläche km² | 31.12.2023 | 31.12.2023 | 31.12.2023 | 31.12.2023    | 31.12.2023        |
| Kecamatan                   | 0Insg.     | männl.     | weibl.     | Fläche km² | 0Insg.     | männl.     | weibl.     | BVD Einw./km² | Sex Ratio M*100/F |
| --------------------------- | ---------- | ---------- | ---------- | ---------- | ---------- | ---------- | ---------- | ------------- | ----------------- |
| Sangir                      | 50.140     | 25.586     | 24.554     | 703,90     | 49.940     | 25.405     | 24.535     | 70,9          | 103,55            |
| Sungaipagu                  | 33.894     | 16.822     | 17.072     | 227,16     | 34.056     | 16.923     | 17.133     | 149,9         | 98,77             |
| Koto Parik Gadang Diateh000 | 29.120     | 14.766     | 14.354     | 826,23     | 28.597     | 14.481     | 14.116     | 34,6          | 102,59            |
| Sangir Jujuan               | 14.763     | 7.580      | 7.183      | 298,90     | 15.122     | 7.763      | 7.359      | 50,6          | 105,49            |
| Sangir Batang Hari          | 16.934     | 8.622      | 8.312      | 780,55     | 17.165     | 8.730      | 8.435      | 22,0          | 103,50            |
| Pauh Duo                    | 20.216     | 10.228     | 9.988      | 265,80     | 20.211     | 10.232     | 9.979      | 76,0          | 102,54            |
| Sangir Balai Janggo         | 17.248     | 8.956      | 8.292      | 510,64     | 17.482     | 9.061      | 8.421      | 34,2          | 107,60            |
| Kab. Solok Selatan          | 000182.315 | 00092.560  | 00089.755  | 3.613,18 1 | 000182.573 | 00092.595  | 00089.978  | 50,5          | 102,91            |